# Бановці (Бебрина)
Бановці (хорв. Banovci) — населений пункт у Хорватії, у Бродсько-Посавській жупанії у складі громади Бебрина.

## Населення
Населення за даними перепису 2011 року становило 357 осіб.
Динаміка чисельності населення поселення:

## Клімат
Середня річна температура становить 11,24 °C, середня максимальна – 26,23 °C, а середня мінімальна – -6,52 °C. Середня річна кількість опадів – 815 мм.
| Клімат поселення                              | Клімат поселення | Клімат поселення | Клімат поселення | Клімат поселення | Клімат поселення | Клімат поселення | Клімат поселення | Клімат поселення | Клімат поселення | Клімат поселення | Клімат поселення | Клімат поселення | Клімат поселення |
| Показник                                      | Січ.             | Лют.             | Бер.             | Квіт.            | Трав.            | Черв.            | Лип.             | Серп.            | Вер.             | Жовт.            | Лист.            | Груд.            |                  |
| Середній максимум, °C                         | 6,52             | 8,85             | 13,50            | 18,06            | 23,20            | 26,23            | 25,80            | 25,01            | 21,10            | 15,76            | 9,94             | 5,85             |                  |
| Середня температура, °C                       | 0,02             | 2,37             | 6,97             | 11,55            | 16,66            | 19,73            | 21,52            | 20,68            | 16,78            | 11,48            | 5,67             | 1,52             |                  |
| Середній мінімум, °C                          | −6,52            | −4,17            | 0,47             | 5,04             | 10,15            | 13,21            | 17,20            | 16,40            | 12,50            | 7,18             | 1,32             | −2,77            |                  |
| Норма опадів, мм                              | 52               | 53               | 51               | 61               | 74               | 98               | 72               | 66               | 59               | 76               | 84               | 69               |                  |
| Середньомісячна швидкість вітру, м/с          | 1.60             | 1.84             | 2.20             | 2.10             | 1.90             | 1.80             | 1.71             | 1.60             | 1.50             | 1.51             | 1.60             | 1.64             |                  |
| Середньомісячна сонячна радіація, кДж/м²·день | 4337             | 7082             | 10983            | 15427            | 19377            | 21531            | 22532            | 20582            | 15053            | 9229             | 4897             | 3647             |                  |
| --------------------------------------------- | ---------------- | ---------------- | ---------------- | ---------------- | ---------------- | ---------------- | ---------------- | ---------------- | ---------------- | ---------------- | ---------------- | ---------------- | ---------------- |
| Джерело:                                      |                  |                  |                  |                  |                  |                  |                  |                  |                  |                  |                  |                  |                  |